# قطر امیری فلایت
قطر امیری فلایت (به انگلیسی: Qatar Amiri Flight)، یک شرکت هواپیمایی است که در تاریخ ۱۹۷۷ میلادی تأسیس شده است. دفتر مرکزی قطر امیری فلایت در دوحه، قطر واقع شده‌است و قطب این شرکت هواپیمایی در فرودگاه بین‌المللی دوحه قرار دارد و به ایالات متحده آمریکا و اروپا، پرواز مستقیم انجام می‌دهد.